# Lasiodora trinitatis pauciaculeis
Lasiodora trinitatis là một phân loài nhện trong họ Theraphosidae.
Loài này thuộc chi Lasiodora. Lasiodora trinitatis pauciaculeis được Embrik Strand miêu tả năm 1916.